# Semanopterus angustatus
Semanopterus angustatus är en skalbaggsart som beskrevs av Blackburn 1888. Semanopterus angustatus ingår i släktet Semanopterus och familjen Dynastidae. Inga underarter finns listade i Catalogue of Life.